# Dublin Challenger 1992
Il Dublin Challenger 1992 è stato un torneo di tennis facente parte della categoria ATP Challenger Series nell'ambito dell'ATP Challenger Series 1992. Il torneo si è giocato a Dublino in Irlanda dal 5 all'11 ottobre 1992 su campi in sintetico indoor.

## Vincitori

### Singolare
Martin Damm ha battuto in finale  Arne Thoms con il punteggio di 6–3, 6–2

### Doppio
Sander Groen /  Arne Thoms hanno battuto in finale  Douglas Geiwald /  Robbie Koenig con il punteggio di 5–7, 6–4, 6–3